# Dujmić Selo
Dujmić Selo is een plaats in de gemeente Ogulin in de Kroatische provincie Karlovac. De plaats telt 126 inwoners (2001).